# کویو ساتو
کویو ساتو (انگلیسی: Koyo Sato؛ زادهٔ ۱۴ آوریل ۱۹۹۶) بازیکن فوتبال اهل ژاپن است.